# Мусагалиев, Азамат Тахирович
Азама́т Тахи́рович Мусагали́ев (каз. Азамат Тахирұлы Мұсағалиев 25 октября 1984, Камызяк, Астраханская область, Россия) — российский телеведущий, юморист и актёр.
Экс-участник и ведущий юмористического шоу «Однажды в России» на телеканале ТНТ. Капитан команды КВН «Сборная Камызякского края». Является ведущим шоу «Я себя знаю!», «Большое шоу», «ШПАМ», «Это логично» на ВК Видео и «Музыкальная интуиция» на ТНТ, ранее вёл «Где логика?», «Звёзды», «Это про меня» и «Я тебе не верю». Наряду с Денисом Дороховым и Гариком Харламовым играет в ска-группе «Купание обезьяны в тёплой воде» (с 2023 года).

## Биография

### Ранние годы
Азамат Мусагалиев родился 25 октября 1984 года в Камызяке, Астраханская область, РСФСР, СССР. Является казахом по национальности. В возрасте 16 лет лишился отца. Происходит из рода адай ветви байулы племени алшын.
Окончил Астраханский государственный технический университет, факультет экологии и рыбоохраны, получив специальность инженера рыбоохраны.

### Личная жизнь
Женат с 5 апреля 2008 года на Виктории Мусагалиевой. Имеет дочерей — Милану (род. 23 июля 2008) и Лейсан (род. 7 февраля 2013), сын (род. 12 мая 2023).

## Общественная деятельность
В 2018 году был доверенным лицом Владимира Путина на президентских выборах.
В 2022 году вместе с Денисом Дороховым создал медиафутбольный клуб ФК «10».
8 сентября 2023 года, на фоне российского вторжения на Украину, Азамат Мусагалиев выступил в оккупированной Россией части Донецкой области Украины, посетив мемориал «Саур-Могила», где принял участие в концерте в честь 80-й годовщины со дня освобождения Донбасса. 11 сентября Мусагалиев был внесён в базу Миротворца как «пособник захватчиков и террористов». Также был полностью отменён тур команды КВН «Камызяки» в Казахстане «ввиду резонансной негативной обратной связи общественности на нашумевшие публичные действия артистов». Ранее в Казахстане запустили петицию с требованием отменить концерты «Камызяков» в стране: «Мы, казахстанцы, не желаем видеть в нашей стране людей, поддерживающих агрессию в отношении суверенной страны Украины».
В 2024 году стал доверенным лицом кандидата в президенты России Владимира Путина.

## Карьера

### КВН
В КВН начал играть с девятого класса, а в студенческие годы создал городскую команду, которая ездила с гастролями по городам России.
Его дебют на Первом канале состоялся в Премьер-Лиге в 2008 году в составе команды «Сборная Астрахани» 
В 2011 году «Сборная Камызякского края» стала финалистом Премьер-лиги. С командой Мусагалиев дошёл до полуфинала игры в Высшей лиге 2012 года, заняв 2-е место в финале 2013 года.
Один из основателей и первый редактор региональной лиги «Ала-Тоо» в Кыргызстане, стартовавшей в Бишкеке в 2013 году.
В 2015 году команда КВН «Сборная Камызякского края» стала чемпионом Высшей лиги КВН.
В 2016 и 2017 годах участвовал в Летних кубках, но в обоих случаях не смог добиться трофея.

### Прочее
В мае 2023 года стал одним из ведущих шоу «Кстати», которое выходило в социальный сети «ВКонтакте» совместно с Денисом Дороховым и Гариком Харламовым.

## Фильмография

### Кинематограф
| Период    | Тип    | Название                   | Роль                                                              |
| --------- | ------ | -------------------------- | ----------------------------------------------------------------- |
| 2015-2016 | Сериал | Интерны                    | Тимур Борисович Алабаев, терапевт                                 |
| 2017      | Кино   | Zомбоящик                  | ведущий шоу «Ударь Бузову»                                        |
| 2019      | Кино   | Холоп                      | Хан                                                               |
| 2019      | Сериал | Толя-робот                 | Эльдар Рахманович, руководитель управляющей компании «Екатерина+» |
| 2021      | Кино   | Закладка                   | Аза, полицейский                                                  |
| 2022      | Кино   | СамоИрония судьбы          | Азамат Тахирович, депутат / царь Иван Васильевич Грозный          |
| 2023      | Кино   | Иван Васильевич меняет всё | двойник Иосифа Сталина, актёр щухинского училища                  |

### Телевидение
| Период    | Канал        | Название                            | Функция                      |
| --------- | ------------ | ----------------------------------- | ---------------------------- |
| 2013—2014 | Первый канал | КВН. Высшая лига                    | Участник                     |
| 2014      | Первый канал | Чувство юмора                       | Участник                     |
| 2014—2025 | ТНТ          | Однажды в России                    | Ведущий, актёр               |
| 2014—2018 | ТНТ          | Не спать!                           | Гость                        |
| 2015—2023 | ТНТ          | Где логика?                         | Ведущий                      |
| 2016—2022 | ТНТ          | Импровизация                        | Гость, участник              |
| 2017—2021 | ТНТ          | Студия СОЮЗ                         | Гость, исполнитель, соперник |
| 2018      | ТНТ4         | Деньги или позор                    | Гость                        |
| 2018—2022 | ТНТ4         | Прожарка                            | Гость, исполнитель, звезда   |
| 2018      | ТНТ          | Большой завтрак                     | Гость                        |
| 2018      | ТВ-3         | Всё, кроме обычного                 | Жюри                         |
| 2020      | ТНТ          | Почувствуй нашу любовь дистанционно | Хост, ведущий, собеседник    |
| 2020—2021 | ТНТ          | TALK                                | Соведущий, рассказчик        |
| 2020—2021 | ТНТ          | Двое на миллион                     | Гость, Соперник              |
| 2020—2021 | ТНТ          | Ты как я                            | Гость, сокомандник, соперник |
| 2021      | ТНТ          | Игра                                | Гость, сокомандник, соперник |
| 2021—2025 | ТНТ          | Музыкальная интуиция                | Ведущий,модератор            |
| 2021—2022 | ТНТ          | Я тебе не верю                      | Соведущий, модератор         |
| 2021—2022 | ТНТ          | Новые танцы                         | Жюри                         |
| 2022—2023 | ТНТ          | Концерты                            | Гость, сокомандник, соперник |
| 2022      | ТНТ4         | Это миниатюры                       | Гость, сокомандник, соперник |
| 2023—2024 | ТНТ          | Конфетка                            | Жюри                         |
| 2024      | НТВ          | Звёзды                              | Ведущий, звезда              |